# En daarmee basta! (stripreeks)
En daarmee basta! was een Vlaamse vedettestrip gebaseerd op de gelijknamige Vlaamse televisieserie. De stripreeks verscheen voor het eerst in 2006 en werd getekend door het duo Wim Swerts & Vanas. Tom Bouden nam de scenario's voor zijn rekening. De strip werd uitgegeven door de Standaard Uitgeverij. Kenmerkend is dat in deze stripreeks talloze verwijzingen staan naar andere bekende stripreeksen of personages.
Er verschenen in totaal 12 album in de reeks, omdat het succes volgens de uitgever niet groot genoeg bleek te zijn, werd de reeks echter stopgezet in 2009.

## Albums
| Nummer | Titel                   | Eerste druk   |
| ------ | ----------------------- | ------------- |
| 1      | Liefde en patiënten     | maart 2006    |
| 2      | De vampier              | juli 2006     |
| 3      | Zaterdagavondkoorts     | november 2006 |
| 4      | Mysterie in Immateria   | februari 2007 |
| 5      | De mistmaniak           | juli 2007     |
| 6      | Joost moet kiezen       | december 2007 |
| 7      | Het bloed van Merlijn   | april 2008    |
| 8      | Jump Josefina, jump!    | augustus 2008 |
| 9      | In goede en kwade dagen | december 2008 |
| 10     | De hitpikkers           | april 2009    |
| 11     | De robijn van Romana    | augustus 2009 |
| 12     | Mega Manga              | december 2009 |

## Trivia
- Normaal gezien ging het 3de album niet Zaterdagavondkoorts, maar wel Kroepie en Boelie Boem Boem heten. Dit ging niet door omdat het scenario niet goedgekeurd werd door de uitgeverij. Later verscheen een herwerkte versie als 10e album: De Hitpikkers. De personages Kroepie en Boelie gebruikte Tom Bouden later in een eigen reeks.